# El Morral (Sallent)
El Morral és una masia situada al municipi de Sallent, a la comarca catalana del Bages. Data del segle xviii.